# CAF Champions League 2023-2024
La CAF Champions League 2023-2024, anche nota come 2023-2024 TotalEnergies CAF Champions League per ragioni di sponsorizzazione, è stata la 60ª edizione di questo torneo organizzato dalla CAF, la 28ª con la forma attuale.
La competizione è iniziata il 18 agosto 2023 e si è conclusa il 26 maggio 2024. Il torneo è stato vinto dagli egiziani dell'Al-Ahly, che nella finale hanno battuto i tunisini dell'Espérance per 1-0 (dopo lo 0-0 all'andata e l'1-0 al ritorno), al dodicesimo successo nella competizione. I vincitori del torneo si sono qualificati per la Supercoppa CAF 2024 contro i vincitori della Coppa della confederazione CAF 2023-2024. Inoltre parteciperanno alla Coppa Intercontinentale FIFA 2024 e alla Coppa del mondo per club 2025.

## Sistema della graduatoria
Tutte le 54 federazioni membro della CAF possono partecipare alla competizione, con le prime 12 federazioni nella Classifica quinquennale della CAF che ottengono due slot. Di conseguenza, alla federazione possono iscriversi fino a 68 club, anche se questo numero non è mai stato raggiunto.
La CAF calcola i punti per ogni associazione in base ai risultati dei propri club nelle precedenti 5 edizioni della Champions League e della Coppa della Confederazione CAF, non prendendo in considerazione l'anno corrente. I criteri per i punti sono i seguenti:
|                                          | CAF Champions League | Coppa della Confederazione CAF |
| ---------------------------------------- | -------------------- | ------------------------------ |
| Vincitore                                | 6 punti              | 5 punti                        |
| Seconda                                  | 5 punti              | 4 punti                        |
| Eliminate alle semifinali                | 4 punti              | 3 punti                        |
| Eliminate ai quarti di finale (dal 2017) | 3 punti              | 2 punti                        |
| 3º posto nei gruppi                      | 2 punti              | 1 punti                        |
| 4º posto nei gruppi                      | 1 punto              | 0.5 punto                      |

I punti sono moltiplicati per un dato coefficiente a seconda dell'anno
- 2022-23 – 5
- 2021-22 – 4
- 2020-21 – 5
- 2019-20– 2
- 2018-19 – 1

## Squadre partecipanti
Le seguenti 54 squadre (provenienti da 42 federazioni) partecipano alla competizione. Le squadre in grassetto iniziano il torneo dal secondo turno.
| Federazione        | Ranking (punti) | Club                     | Qualificazione                           |
| ------------------ | --------------- | ------------------------ | ---------------------------------------- |
| Marocco            | 1 (180)         | FAR Rabat                | 1° in Botola 1 Pro 2022-2023             |
| Marocco            | 1 (180)         | Wydad Casablanca         | 2° in Botola 1 Pro 2022-2023             |
| Egitto             | 2 (172.5)       | Al-Ahly                  | Campione in carica                       |
| Egitto             | 2 (172.5)       | Pyramids                 | 2° in Prima Lega 2022-2023               |
| Algeria            | 3 (134)         | CR Belouizdad            | 1° in Ligue 1 2022-2023                  |
| Algeria            | 3 (134)         | CS Constantine           | 2° in Ligue 1 2022-2023                  |
| Sudafrica          | 4 (114)         | M. Sundowns              | 1° in Premier Soccer League 2022-2023    |
| Sudafrica          | 4 (114)         | Orlando Pirates          | 2° in Premier Soccer League 2022-2023    |
| Tunisia            | 5 (101)         | Étoile du Sahel          | 1° in Ligue Professionelle 1 2022-2023   |
| Tunisia            | 5 (101)         | Espérance                | 2° in Ligue Professionelle 1 2022-2023   |
| Tanzania           | 6 (56.5)        | Young Africans           | 1° in Ligi Kuu Bara 2022-2023            |
| Tanzania           | 6 (56.5)        | Simba                    | 2° in Ligi Kuu Bara 2022-2023            |
| RD del Congo       | 7 (54)          | TP Mazembe               | 1º nel ranking FECOFA                    |
| RD del Congo       | 7 (54)          | Vita Club                | 2º nel ranking FECOFA                    |
| Angola             | 8 (41.5)        | Petro Atlético           | 1° in Girabola 2022-2023                 |
| Angola             | 8 (41.5)        | Primeiro de Agosto       | 2° in Girabola 2022-2023                 |
| Sudan              | 9 (39)          | Al-Hilal Omdurman        | 1° in Prima Lega 2022-2023               |
| Sudan              | 9 (39)          | Al-Merrikh               | 2° in Prima Lega 2022-2023               |
| Guinea             | 10 (29)         | Hafia                    | 1° in Ligue 1 2022-2023                  |
| Guinea             | 10 (29)         | Horoya                   | 2° in Ligue 1 2022-2023                  |
| Libia              | 11 (28)         | Al-Ahly Tripoli          | 1° in Prima Lega 2022-2023               |
| Libia              | 11 (28)         | Al-Ahly Bengasi          | 2° in Prima Lega 2022-2023               |
| Nigeria            | 12 (25)         | Enyimba                  | 1° in NPFL 2022-2023                     |
| Nigeria            | 12 (25)         | Remo Stars               | 2° in NPFL 2022-2023                     |
| Costa d'Avorio     | 13 (21)         | ASEC Mimosas             | 1° in Ligue 1 2022-2023                  |
| Camerun            | 14 (16)         | Cotonsport Garoua        | 1° in Elite One 2022-2023                |
| Zambia             | 15 (15)         | Power Dynamos            | 1° in Super League 2022-2023             |
| Rep. del Congo     | 16 (9.5)        | Otohô                    | 1° in Ligue 1 2022-2023                  |
| Senegal            | 17 (9)          | Génération Foot          | 1° in Ligue 1 2022-2023                  |
| Mali               | 18 (7)          | Real Bamako              | 1° in Première Division 2022-2023        |
| Togo               | 19 (5)          | ASKO Kara                | 1° in Première Division 2022-2023        |
| Uganda             | 19 (5)          | Vipers                   | 1° in Premier League 2022-2023           |
| Botswana           | 21 (4)          | Jwaneng Galaxy           | 1° in Premier League 2022-2023           |
| Burkina Faso       | 23 (2)          | AS Douanes Ouagadougou   | 1° in Première Division 2022-2023        |
| eSwatini           | 23 (2)          | Green Mamba              | 1° in Premier League 2022-2023           |
| Niger              | 23 (2)          | Garde Nationale          | 1° in Super Ligue 2022-2023              |
| Benin              | 27 (1)          | Coton                    | 1° in Super Ligue 2022-2023              |
| Ghana              | 27 (1)          | Medeama                  | 1° in Premier League 2022-2023           |
| Mauritania         | 27 (1)          | Nouadhibou               | 1° in Super D1 2022-2023                 |
| Burundi            | -               | Bumamuru                 | 1° in Ligue A 2022-2023                  |
| Comore             | -               | Djabal                   | 1° in Première Division 2022-2023        |
| Gibuti             | -               | Djibouti Telecom         | 1° in Première Division 2022-2023        |
| Gabon              | -               | Centre Sportif de Bendje | 1° in Championnat National D1 2022-2023  |
| Guinea Equatoriale | -               | Dragón                   | 1° in Primera Divisiòn 2022-2023         |
| Etiopia            | -               | St. George               | 1° in Prima Lega 2022-2023               |
| Liberia            | -               | LISCR                    | 1° in First Division 2022-2023           |
| Malawi             | -               | Big Bullets              | 1° in Super League 2022                  |
| Mozambico          | -               | Songo                    | 1° in Moçambola 2023                     |
| Namibia            | -               | African Stars            | 1° in Premier League 2022-2023           |
| Ruanda             | -               | APR                      | 1° in National Football League 2022-2023 |
| Sierra Leone       | -               | Bo Rangers               | 1° in Premier League 2022-2023           |
| Somalia            | -               | Gaadiidka                | 1° in Premier League 2022-2023           |
| Sudan del Sud      | -               | Wau Salaam               | 1° in South Sudan Champions League 2023  |
| Zanzibar           | -               | KMKM                     | 1° in Ligi Kuu 2022-2023                 |

## Turni e date dei sorteggi
| Fase           | Turno            | Data sorteggio | Andata               | Ritorno                       |
| -------------- | ---------------- | -------------- | -------------------- | ----------------------------- |
| Qualificazioni | Primo turno      | 25 luglio 2023 | 18-20 agosto 2023    | 25-27 agosto 2023             |
| Qualificazioni | Secondo turno    | 25 luglio 2023 | 15-17 settembre 2023 | 29 settembre - 1 ottobre 2023 |
| Fase a gironi  | 1ª giornata      | ottobre 2023   | 24-25 novembre 2023  | 24-25 novembre 2023           |
| Fase a gironi  | 2ª giornata      | ottobre 2023   | 1-2 dicembre 2023    | 1-2 dicembre 2023             |
| Fase a gironi  | 3ª giornata      | ottobre 2023   | 8-9 dicembre 2023    | 8-9 dicembre 2023             |
| Fase a gironi  | 4ª giornata      | ottobre 2023   | 19 dicembre 2023     | 19 dicembre 2023              |
| Fase a gironi  | 5ª giornata      | ottobre 2023   | 23-24 febbraio 2024  | 23-24 febbraio 2024           |
| Fase a gironi  | 6ª giornata      | ottobre 2023   | 1-2 marzo 2024       | 1-2 marzo 2024                |
| Fase finale    | Quarti di finale | marzo 2024     | 29-30 marzo 2024     | 5-6 aprile 2024               |
| Fase finale    | Semifinali       | marzo 2024     | 19-20 aprile 2024    | 26-27 aprile 2024             |
| Fase finale    | Finale           | marzo 2024     | 19 maggio 2024       | 26 maggio 2024                |

## Qualificazioni
Il sorteggio per i turni preliminari si è tenuto il 25 luglio 2023 a Il Cairo.
Le gare dei preliminari si giocano con partite di andata e ritorno; in caso di pareggio si applica la regola dei gol in trasferta e, se ancora in parità, si passa direttamente ai calci di rigore.

### Primo turno
| Squadra 1          | Totale        | Squadra 2              | Andata | Ritorno |
| ------------------ | ------------- | ---------------------- | ------ | ------- |
| Hafia              | 2–2 (gfc)     | Génération Foot        | 0–0    | 2–2     |
| Garde Nationale    | per ritiro    | AS Douanes Ouagadougou | –      | –       |
| Bo Rangers         | 2-1           | LISCR                  | 1–1    | 1–0     |
| Medeama            | 1-1 (3-2 dtr) | Remo Stars             | 1–0    | 0–1     |
| KMKM               | 2-5           | St. George             | 1–2    | 1-3     |
| APR                | 3-1           | Gaadiidka              | 1–1    | 2–0     |
| Bendje             | 2-6           | Bumamuru               | 1–1    | 1–5     |
| African Stars      | 2-2 (gfc)     | Power Dynamos          | 2–1    | 0–1     |
| Songo              | 2-1           | Green Mamba            | 1–0    | 1–1     |
| Dragón             | 0-3           | Big Bullets            | 0–2    | 0–1     |
| Al-Ahly Bengasi    | 4-3           | Enyimba                | 4–3    | 0–0     |
| Coton              | 0-2           | ASEC Mimosas           | 0–0    | 0–2     |
| CS Constantine     | 0-3           | Étoile du Sahel        | 0–2    | 0–1     |
| ASKO Kara          | 0-8           | FAR Rabat              | 0–1    | 0–7     |
| Real Bamako        | 2-0           | Cotonsport Garoua      | 0–0    | 2–0     |
| Nouadhibou         | 2-1           | Al-Ahly Tripoli        | 2–0    | 0–1     |
| Primeiro de Agosto | 2-1           | Vita Club              | 1–0    | 1–1     |
| Wau Salaam         | per ritiro    | Al-Hilal Omdurman      | –      | –       |
| Otohô              | 1-1 (gfc)     | Al-Merrikh             | 1–1    | 0–0     |
| Djibouti Telecom   | 1-7           | Young Africans         | 0–2    | 1–5     |
| Jwaneng Galaxy     | 3-2           | Vipers                 | 2–0    | 1–2     |
| Djabal             | 0-4           | Orlando Pirates        | 0–1    | 0–3     |

### Secondo turno
| Squadra 1              | Totale        | Squadra 2         | Andata | Ritorno |
| ---------------------- | ------------- | ----------------- | ------ | ------- |
| Hafia                  | 1–4           | Wydad Casablanca  | 1–1    | 0–3     |
| AS Douanes Ouagadougou | 0–1           | Espérance         | 0–1    | 0–0     |
| Bo Rangers             | 2–6           | CR Belouizdad     | 1–3    | 1–3     |
| Medeama                | 4–3           | Horoya            | 3–1    | 1–2     |
| St. George             | 0–7           | Al-Ahly           | 0–3    | 0–4     |
| APR                    | 1–6           | Pyramids          | 0–0    | 1–6     |
| Bumamuru               | 0–6           | M. Sundowns       | 0–4    | 0–2     |
| Power Dynamos          | 3–3 (gfc)     | Simba             | 2–2    | 1–1     |
| Songo                  | 2–5           | Petro Atlético    | 1–2    | 1–3     |
| Big Bullets            | 0–5           | TP Mazembe        | 0–1    | 0–4     |
| Al-Ahly Bengasi        | 1–2           | ASEC Mimosas      | 0–0    | 1–2     |
| Étoile du Sahel        | 3–1           | FAR Rabat         | 1–0    | 2–1     |
| Real Bamako            | 1–4           | Nouadhibou        | 0–3    | 1–1     |
| Primeiro de Agosto     | 1–2           | Al-Hilal Omdurman | 0–0    | 1–2     |
| Al-Merrikh             | 0–3           | Young Africans    | 0–2    | 0–1     |
| Jwaneng Galaxy         | 1–1 (5-4 dtr) | Orlando Pirates   | 1–0    | 0–1     |

## Fase a gironi
Il sorteggio per la fase a gironi si è tenuto il 6 ottobre 2023 a Johannesburg.
Le 16 vincitrici del secondo turno vengono sorteggiate in quattro gruppi, ognuno da quattro squadre. Al fine di stabilire le fasce di sorteggio, le squadre sono divise in base alle loro performance nelle competizioni CAF nelle precedenti cinque stagioni. Ogni girone contiene una squadra per ogni fascia.
| Fascia 1         | Fascia 2       | Fascia 3          | Fascia 4        |
| ---------------- | -------------- | ----------------- | --------------- |
| Al-Ahly          | CR Belouizdad  | TP Mazembe        | Étoile du Sahel |
| Wydad Casablanca | Pyramids       | Al-Hilal Omdurman | Jwaneng Galaxy  |
| Espérance        | Simba          | ASEC Mimosas      | Nouadhibou      |
| M. Sundowns      | Petro Atlético | Young Africans    | Medeama         |

### Gruppo A
| Squadra     | P.ti | G | V | P | S | GF | GS | DG |
| ----------- | ---- | - | - | - | - | -- | -- | -- |
| M. Sundowns | 13   | 6 | 4 | 1 | 1 | 7  | 1  | +6 |
| TP Mazembe  | 10   | 6 | 3 | 1 | 2 | 6  | 2  | +4 |
| Nouadhibou  | 5    | 6 | 1 | 2 | 3 | 4  | 9  | -5 |
| Pyramids    | 5    | 6 | 1 | 2 | 3 | 3  | 8  | -5 |

### Gruppo B
| Squadra          | P.ti | G | V | P | S | GF | GS | DG  |
| ---------------- | ---- | - | - | - | - | -- | -- | --- |
| ASEC Mimosas     | 11   | 6 | 3 | 2 | 1 | 7  | 2  | +5  |
| Simba            | 9    | 6 | 2 | 3 | 1 | 9  | 2  | +7  |
| Wydad Casablanca | 9    | 6 | 3 | 0 | 3 | 3  | 4  | -1  |
| Jwaneng Galaxy   | 4    | 6 | 1 | 1 | 4 | 1  | 12 | -11 |

### Gruppo C
| Squadra           | P.ti | G | V | P | S | GF | GS | DG |
| ----------------- | ---- | - | - | - | - | -- | -- | -- |
| Petro Atlético    | 12   | 6 | 3 | 3 | 0 | 5  | 0  | +5 |
| Espérance         | 11   | 6 | 3 | 2 | 1 | 6  | 3  | +3 |
| Al-Hilal Omdurman | 5    | 6 | 1 | 2 | 3 | 7  | 5  | -1 |
| Étoile du Sahel   | 4    | 6 | 1 | 1 | 4 | 2  | 9  | -7 |

### Gruppo D
| Squadra        | P.ti | G | V | P | S | GF | GS | DG |
| -------------- | ---- | - | - | - | - | -- | -- | -- |
| Al-Ahly        | 12   | 6 | 3 | 3 | 0 | 6  | 1  | +5 |
| Young Africans | 8    | 6 | 2 | 2 | 2 | 9  | 6  | +3 |
| CR Belouizdad  | 8    | 6 | 2 | 2 | 2 | 7  | 6  | +1 |
| Medeama        | 4    | 6 | 1 | 1 | 4 | 3  | 12 | -9 |

## Fase ad eliminazione diretta
Il sorteggio per la fase ad eliminazione diretta è strutturato come segue:
- Per i sorteggi dei quarti di finale le quattro squadre prime classificate nel girone sono sorteggiate contro le quattro seconde classificate, con la squadra prima del girone che gioca in casa la gara di ritorno. Le squadre provenienti dallo stesso girone non possono essere sorteggiate le une contro le altre, mentre squadre della stessa nazione possono incontrarsi già ai quarti di finale.
- Per i sorteggi delle semifinali non sono previste teste di serie e le squadre provenienti dallo stesso girone possono essere accoppiate. Dal momento che i sorteggi per i quarti di finale e per le semifinali si tengono insieme, al momento del sorteggio delle semifinali le vincenti dei quarti di finale non sono ancora note.

| Girone | Vincitore      | 2º classificato |
| ------ | -------------- | --------------- |
| A      | M. Sundowns    | TP Mazembe      |
| B      | ASEC Mimosas   | Simba           |
| C      | Petro Atlético | Espérance       |
| D      | Al-Ahly        | Young Africans  |

### Tabellone
|  | Quarti di finale  | Quarti di finale  | Quarti di finale | Quarti di finale | Quarti di finale |  |  | Semifinali  | Semifinali  | Semifinali | Semifinali | Semifinali |   |   | Finale    | Finale    | Finale | Finale | Finale |  |
|  |                   |                   |                  |                  |                  |  |  |             |             |            |            |            |   |   |           |           |        |        |        |  |
|  | Espérance (dtr)   | Espérance (dtr)   | 0                | 0                | 0 (4)            |  |  |             |             |            |            |            |   |   |           |           |        |        |        |  |
|  | ASEC Mimosas      | ASEC Mimosas      | 0                | 0                | 0 (2)            |  |  | Espérance   | Espérance   | 1          | 1          | 2          |   |   |           |           |        |        |        |  |
|  | Young Africans    | Young Africans    | 0                | 0                | 0 (2)            |  |  | M. Sundowns | M. Sundowns | 0          | 0          | 0          |   |   |           |           |        |        |        |  |
|  | M. Sundowns (dtr) | M. Sundowns (dtr) | 0                | 0                | 0 (3)            |  |  |             |             |            |            |            |   |   | Espérance | Espérance | 0      | 0      | 0      |  |
|  | TP Mazembe        | TP Mazembe        | 0                | 2                | 2                |  |  |             |             | Al-Ahly    | Al-Ahly    | 0          | 1 | 1 |           |           |        |        |        |  |
|  | Petro Atlético    | Petro Atlético    | 0                | 1                | 1                |  |  | TP Mazembe  | TP Mazembe  | 0          | 0          | 0          |   |   |           |           |        |        |        |  |
|  | Simba             | Simba             | 0                | 0                | 0                |  |  | Al-Ahly     | Al-Ahly     | 0          | 2          | 2          |   |   |           |           |        |        |        |  |
|  | Al-Ahly           | Al-Ahly           | 1                | 2                | 3                |  |  |             |             |            |            |            |   |   |           |           |        |        |        |  |

### Quarti di finale
| Squadra 1      | Totale          | Squadra 2      | Andata | Ritorno |
| -------------- | --------------- | -------------- | ------ | ------- |
| Simba          | 0 - 3           | Al-Ahly        | 0 - 1  | 0 - 2   |
| TP Mazembe     | 2 - 1           | Petro Atlético | 0 - 0  | 2 - 1   |
| Young Africans | 0 - 0 (2-3 dtr) | M. Sundowns    | 0 - 0  | 0 - 0   |
| Espérance      | 0 - 0 (4-2 dtr) | ASEC Mimosas   | 0 - 0  | 0 - 0   |

### Semifinali
| Squadra 1  | Totale | Squadra 2   | Andata | Ritorno |
| ---------- | ------ | ----------- | ------ | ------- |
| Espérance  | 2 - 0  | M. Sundowns | 1 - 0  | 1 - 0   |
| TP Mazembe | 0 - 3  | Al-Ahly     | 0 - 0  | 0 - 3   |

### Finale
| Squadra 1          | Totale | Squadra 2 | Andata | Ritorno |
| ------------------ | ------ | --------- | ------ | ------- |
| Espérance de Tunis | 0 - 1  | Al-Ahly   | 0 - 0  | 0 - 1   |